# Club sportif Bourgoin-Jallieu rugby
El Club sportif Bourgoin-Jallieu rugby, CS Bourgoin-Jallieu, és un club de rugbi a 15 de la població francesa de Bourgoin-Jallieu. Campió del Campionat europeu el 1997, participa actualment al Top 14.

## Història
El club va néixer el 1906 amb el nom de «Club sportif bergusien»; bergusiens és l'antropònim de Bourgoin. Durant el període d'entreguerres, el club va jugar a la segona divisió del rugbi francès (anomenada Honneur, Excellence A o Deuxième Division segons les èpoques), amb breus estades a Promotion (3a division). A partir de 1949, el CSBJ es va mantenir sistemàticament a la 2a division. El 1956 va prendre el nom actual de Club sportif Bourgoin-Jallieu.
El 1965, el Bourgoin es va endur el seu primer títol d'importància, el Campionat d'Excellence (14-6 contra l'Beaumont-de-Lomagne amb final a Avinyó) i va pujar per primer cop a la 1a divisió (anomenada llavors Nationale). Tanmateix el club va anar pujant i baixant de categoria durant els següents 12 anys: baixà el 1968, va tornar a pujar el 1971, tornà a descendir el 1972, pujà altre cop el 1973 i un altre cop tornà a baixar de categoria el 1979. Després d'un darrer ascens el 1981, ja no deixarà la màxima categoria del rugbi francès.
Gràcies a bones generacions de joves esportistes, el CSBJ ha anat aconseguint regularment bones posicions dens del campionat, però sense imposar-se mai al capdamunt. Després d'una primera semifinal de campionat el 1995, perduda contra l'Stade toulousain, l'equip de Bourgoin-Jallieu va arribar a la fi a una final el 1997, que va perdre davant del Tolosa. Aquell any va esdevenir el millor fins al moment del club, ja que va alçar també el títol de campió del Campionat d'Europa, la «segona» Cope d'Europa, guanyant el Castres. Aquell mateix any també va jugar la final del Challenge Yves du Manoir. El 1999, le club va tornar a jugar una final de l'Yves du Manoir perdent aquest cop contra l'Stade français. Durant els darrers anys, el CSBJ ha jugat dues semifinals més d'aquesta competició el 2004 i el 2005.
Fonts :
- Pàgina sobre el lloc del Consell general de l'Isère[Enllaç no actiu]
- Pàgina sobre la història del club al web oficial del CSBJ Arxivat 2008-07-30 a Wayback Machine.
- Le Grand livre du rugby français 1981-1982, FMT Editions, 1981.

## Palmarès

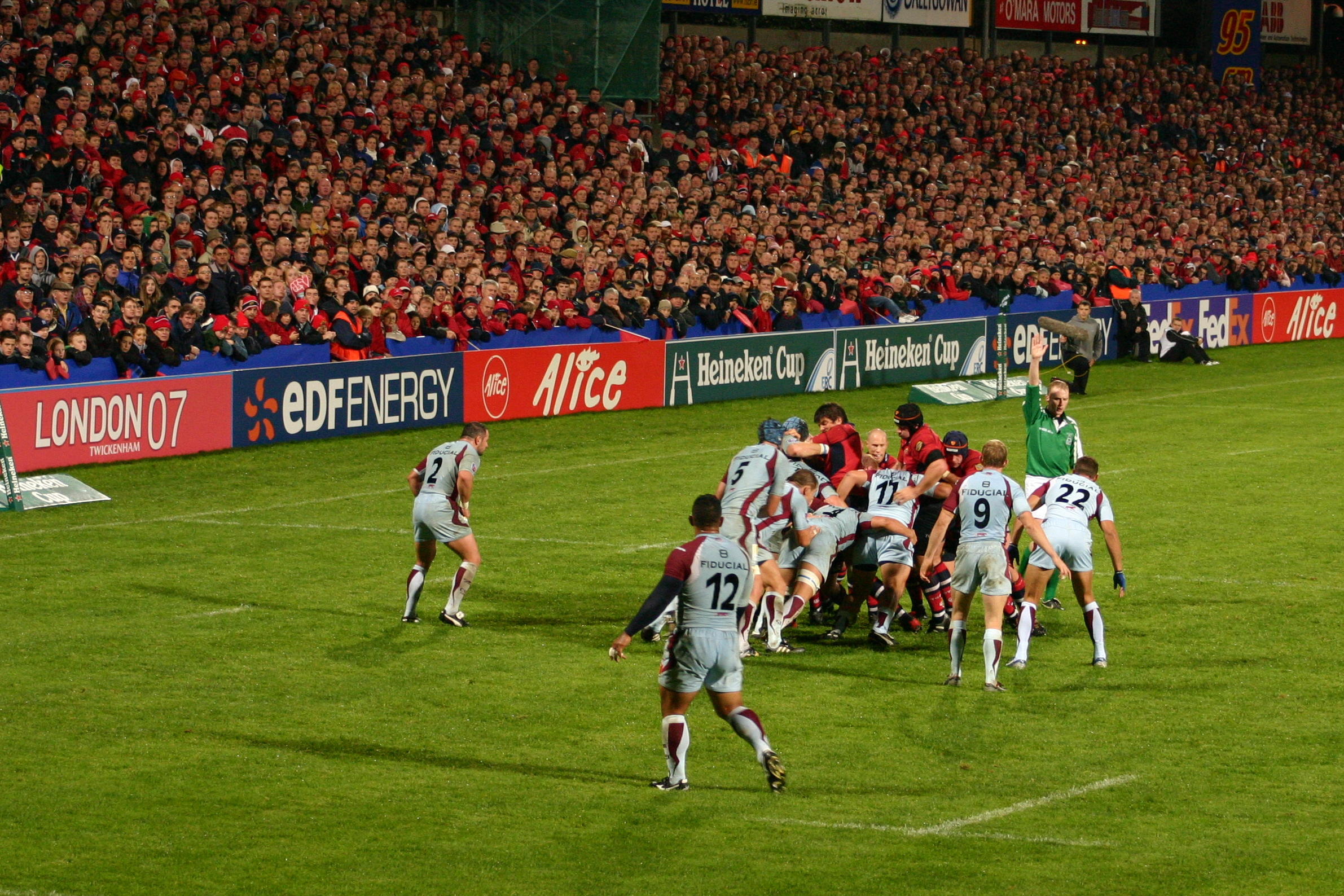
El CSBJ contra el Munster a la Heineken Cup

- 2a divisió: 
  - Campió: 1965, 1971 i 1973
- Campionat d'Europa:
  - Campió: 1997
  - Finalista: 1999
- Campionat de França:
  - Finalista: 1997
  - Semifinalista: 2004 i 2005
- Challenge Yves du Manoir:
  - Finalista: 1997 i 1999
- Copa de la Lliga
  - Finalista: 2003

## Les finals del Bourgoin

### Campionat de França
| Data de la final   | Vencedor         | Finalista   | Resultat | Lloc de la final        | Espectadors |
| 31 de maig de 1997 | Stade toulousain | CS Bourgoin | 12-6     | Parc des Princes, París | 44.000      |

### Campionat europeu
| Data de la final     | Vencedor     | Finalista         | Resultat | Lloc de la final                   | Espectadors |
| -------------------- | ------------ | ----------------- | -------- | ---------------------------------- | ----------- |
| 26 de gener de 1997  | CS Bourgoin  | Castres olympique | 18-9     | Estadi de la Mediterrània, Besiers | 10.000      |
| 27 de febrer de 1999 | ASM Clermont | CS Bourgoin       | 35-16    | Stade de Gerland, Lió              | 31.986      |

## Joueurs emblématiques
| - Julien Bonnaire - Jacques Bouquet - Guillaume Boussès - Marc Cécillon - Sébastien Chabal - Hervé Chabowski | - Alexandre Chazalet - Jean Daudé - Grant Esterhuizen (Sud-àfrica) - Florian Fritz - Stéphane Glas - Laurent Leflamand | - Jean-François Martin-Culet - Olivier Milloud - David Morgan Nova Zelanda - Lionel Nallet - Pascal Papé - Alexandre Péclier - Pascal Peyron | - Pierre Raschi - Jean-François Tordo - Eremodo Tuni (Fidji) - David Venditti - Benjamin Boyet - Mickaël Forest - Anthony Forest - Christophe Laussucq |